# Ut av mørket
Ut av mørket è un singolo del cantante e produttore musicale norvegese Tix, pubblicato il 15 gennaio 2021 come terzo estratto dal secondo album in studio Enten går det bra, ellers går det over.

## Descrizione
Il brano, scritto, composto e prodotto a due mani dallo stesso Tix (vero nome Andreas Haukeland), è stato selezionato dall'emittente norvegese NRK per il Melodi Grand Prix 2021, il programma di selezione del rappresentante nazionale per l'Eurovision Song Contest 2021. Selezionato fra i sei finalisti di diritto, Tix ha presentato il brano dal vivo durante la prima semifinale dell'evento, andata in onda il 16 gennaio 2021. In occasione della finale del Melodi Grand Prix il cantante ha pubblicato la versione in lingua inglese del brano, intitolata Fallen Angel, co-scritta con Emelie Hollow e Mathias Haukeland, con il quale ha trionfato, ottenendo la possibilità di cantare per la Norvegia sul palco eurovisivo.
Nel maggio successivo, dopo essersi qualificato dalla prima semifinale, Tix si è esibito nella finale eurovisiva, dove si è piazzato al 18º posto su 26 partecipanti con 75 punti totalizzati.

## Tracce
Versione originale
Testi e musiche di Andreas Haukeland.
1. Ut av mørket – 2:53

Fallen Angel
Testi di Andreas Haukeland, Emelie Hollow e Mathias Haukeland, musiche di Andreas Haukeland.
1. Fallen Angel – 2:54

## Classifiche
Fallen Angel
| Classifica (2021) | Posizione massima |
| ----------------- | ----------------- |
| Belgio (Fiandre)  | 68                |
| Finlandia         | 20                |
| Grecia            | 92                |
| Islanda           | 31                |
| Norvegia          | 2                 |
| Lituania          | 23                |
| Paesi Bassi       | 65                |
| Svezia            | 41                |

Ut av mørket

### Classifiche settimanali
| Classifica (2021) | Posizione massima |
| ----------------- | ----------------- |
| Norvegia          | 1                 |

### Classifiche di fine anno
| Classifica (2021) | Posizione |
| ----------------- | --------- |
| Norvegia          | 28        |